# غليبورنوريد
غليبورنوريد هو أحد خافضات سكر الدم من مجموعة السلفونيليوريا.

## الاصطناع

تخليق غليبورنوريد: طالع أيضا: ; eidem, (لهوفمان لا روش).

غليبورنوريد هو مشتق نهائي من كامفور-3-كاربوكسامود بواسطة تفاعل بوروهيدريد، يتبعه إعادة ترتيب هوفمان إلى كاربامات، يتبعه استبدال بتوسيلاميد الصوديوم.